# رالف أندرسون
رالف أندرسون (بالإنجليزية: Ralph Anderson)‏ هو سياسي أمريكي، ولد في 2 نوفمبر 1927 في غرينفيل في الولايات المتحدة. حزبياً، نشط في الحزب الديمقراطي. وقد انتخب عضو مجلس نواب كارولاينا الجنوبية وانتخب عضو مجلس ولاية كارولاينا الجنوبية.